# Melipotis mosca
Melipotis mosca là một loài bướm đêm trong họ Erebidae.